# Barbara Wersba
Barbara Wersba (Chicago, 1932) is een Amerikaanse kinderboekenschrijfster.

## Leven
Barbara Wersba groeide op in Californië en later in New York. Hier bezocht ze een privéschool en volgde ze theatercursussen. Ze studeerde aan het Bard College.
Na haar studie keerde ze terug naar Greenwich Village en nam toneelles bij Paul Mann. Na enkele jaren in het theater, begon ze halverwege haar twintiger jaren met schrijven.
Wesba ging later in Sag Harbor, New York, wonen.

## Werk en prijzen
Barbara Wersba schreef 30 kinder- en jeugdboeken.
De toeschouwer (dat oorspronkelijk in 1968 verscheen) kreeg de Library of Congress Children's Book Award en werd opgenomen in de Booklist Junior Contemporary Classic. In 1973 won ze met Ein nützliches Mitglied der Gesellschaft (vertaling van Run softly, go fast) de Duitse Jeugdliteratuurprijs. Met Tunes for a small harmonica werd ze genomineerd voor de prestigieuze National Book Award.
Naast haar schrijverschap was ze werkzaam voor de New York Times Review of Books. In 1994 richtte ze een kleine uitgeverij op, genaamd The Bookman Press.
Hoewel zij ook kinderboeken schreef, werd Wersba vooral bekend met haar tienerboeken. Deze boeken draaien vaak om een hoofdpersoon die gevoelig of kunstzinnig is, die zich onbegrepen voelt, en die troost en bevestiging vindt bij onconventionele, artistieke, vaak oudere personages.
Bijvoorbeeld in De toeschouwer sluit de eenzame en in de knoop zittende Albert vriendschap met de excentrieke tachtigjarige actrice Orpha Woodfin. De vrouw zit vol verhalen en herinneringen aan het theater, en weet mooie passages uit beroemde toneelstukken en gedichten uit haar hoofd te citeren (van Shakespeare tot Rilke en Thoreau). Zij leert hem het belang van het hebben van dromen en gewoon jezelf zijn.
In Walter verhaalt Wersba over de ongewone vriendschap tussen een zeer ontwikkelde rat en een schrijfster, die beiden een grote liefde voelen voor de literatuur.

## Uitgaven
- The dream watcher (1968) – De toeschouwer (1981)
- Run softly, go fast (1970)
- Tunes for a small harmonica (1976) – Liedjes van verlangen (1979)
- Twenty-six starlings will fly through your mind (1980)
- The crystal child (1982)
- The carnival in my mind (1982)
- Let me fall before I fly (1986)
- Crazy Vanilla (1986) – Crazy vanilla (1991)
- Beautiful losers (1988)
- The best place to live is the ceiling (1992)
- Whistle me home (1997)
- Walter, the story of a rat (2005)

- Biblioteca Nacional de España: XX1089009
- Bibliothèque nationale de France: cb13564121w (data)
- Digitale Bibliotheek voor de Nederlandse Letteren: wers002
- Gemeinsame Normdatei: 120400359
- International Standard Name Identifier: 0000 0000 8159 6686
- Library of Congress Control Number: n50003416
- Nationale Bibliotheek van Tsjechië: xx0036468
- Nederlandse Thesaurus van Auteursnamen: 071664653
- Système universitaire de documentation: 05256150X
- Virtual International Authority File: 5164149108413068780004